# Thétis (Q134)
«Тетіс» (Q134) (фр. Thétis (Q134) — військовий корабель, прибережний підводний човен типу «Сірсе» 600 серії військово-морських сил Франції часів Другої світової війни.
Підводний човен «Тетіс» був закладений 1 лютого 1924 року на корабельні компанії Chantiers Schneider et Cie у Шалон-сюр-Сон. 30 червня 1927 року він був спущений на воду, а 1 січня 1929 року увійшов до складу ВМС Франції.

## Історія служби
«Тетіс» на початок Другої світової війни вже вважався застарілим. Корабель цього типу був розроблений незабаром після Першої світової війни, близько 1927 року, і після введення до строю в 1929 році тривалий час перебував в експлуатації.
На момент вступу Франції у Другу світову війну човен перебував у складі французького Середземноморського флоту в 13-му дивізіоні 5-ї ескадри 1-ї флотилії підводних човнів, дислокованої в Тулоні. 28 березня 1940 року «Тетіс» (з однотипними човнами «Сірсе», «Каліпсо» і «Доріс») вийшов з Орана з конвоєм 17-R, перетнувши Гібралтарську протоку й прибувши до Бреста.
8 травня 1940 року «Тетіс» разом з п'ятьма британськими та семи французькими підводними човнами вийшов на патрулювання у Північне море, північніше Фризьких островів, біля узбережжя Нідерландів, для забезпечення прикриття східного входу до Ла-Маншу, в очікуванні можливого вторгнення Німеччини в Англію.
25 травня човен приєднався до невеликого конвою, що складався з «Сірсе», «Каліпсо», «Тетіс» та плавучої бази підводних човнів «Жюль Верн», що плив від Росайта до Данді, до якого кораблі щасливо дісталися ввечері. 4 червня човен (разом з іншими французькими підводними човнами) вирушив у зворотний рейс до Франції.
18 червня 1940 року внаслідок наближення військ вермахту до порту Брест «Тетіс» евакуювали до Касабланки (разом з підводними човнами «Касаб'янка», «Сфакс», «Понселе», «Персе», «Аякс», «Сірсе», «Каліпсо», «Медузе», «Сібил», «Амазон», «Антіоп», «Орфей» і «Амфітріт»).
Після поразки Франції у Західній кампанії літом 1940 року корабель продовжив службу у складі військово-морських сил уряду Віші.
10 листопада 1942 року німецькі війська розпочали операцію із захоплення решти території Франції, й Гітлер віддав наказ негайно захопити французький флот силою.
27 листопада в ході затоплення французького флоту в Тулоні, французами були знищені 77 кораблів, у тому числі 3 лінійні кораблі, 1 гідроавіаносець «Командан Тест», 7 крейсерів, 15 есмінців, 13 міноносців, 6 шлюпів, 15 підводних човнів, 9 сторожових катерів, 19 допоміжних суден, 1 навчальний корабель, 28 буксирів і 4 кранів. П'яти підводним човнам вдалося вирватися в хаосі ситуації з бази, три досягли Північної Африки (два підводні човни дійшли до Алжиру: «Касаб'янка» і «Марсойн», один човен «Глорейкс» — Орану), човен «Іріс» дістався іспанської Барселони, і останній — «Венус» — змушений був затопитися в гирлі гавані.